# Norbert Lechner
Nobert Lechner (Karlsruhe, 1939 — Santiago do Chile, 17 de fevereiro de 2004) foi um professor e cientista político chileno nascido na Alemanha.
Após seu doutorado em Ciência Política na Universidade de Freiburg radicou-se no Chile em 1971. Foi professor da Faculdade Latino-Americana de Ciências Sociais nas sedes acadêmicas do Chile e do México, além de dirigir o Programa das Nações Unidades para o Desenvolvimento no Chile entre 1998 e 2004.
Em agosto de 2003 Norbert Lechner recebeu a nacionalidade chilena. Nesse mesmo ano recebeu o Premio Municipal de Santiago na categoria ensaio, graças a sua obra «Las sombras del mañana».
Faleceu em 2004 deixando grande legado à teoria política e social da América Latina.
Em suas obras destacam-se temas como democracia, política e subjetividade, cultura política e economia.

## Obras
- Los patios interiores de la Democracia, 1988.
- La conflictiva y nunca acabada construcción del orden deseado, 1984.
- Qué significa hacer política?, 1982.
- Estado y política en América Latina, 1981.
- Qué es el realismo en política?, 1987.
- Capitalismo, democracia y reformas, 1991.
- Sombras del mañana -La dimensión subjetiva de la política, 2002.